# Русское национальное единство (2000)
«Всероссийское общественное патриотическое движение „Русское национальное единство“» (ВОПД РНЕ; новое «Русское национальное единство») — российская незарегистрированная неонацистская полувоенная организация, существовавшая в 2000—2013 годах, возникшая в результате раскола организации «Русское национальное единство» (РНЕ) Александра Баркашова. Управлялась советом региональных командиров. Являлась членом «Всемирного союза национал-социалистов».

## История
Осенью 2000 года в руководстве РНЕ произошёл конфликт, в результате которого 21 сентября 2000 года на закрытом пленуме командиров 16 региональных отделений, было объявлено об исключении из рядов РНЕ основателя и руководителя движения Александра Баркашова. По другой версии произошёл раскол организации на «Гвардии Баркашова» и РНЕ братьев Лалочкиных, лидеров петербургской и воронежской ячеек. В октябре того же года на базе московского и ставропольского отделения РНЕ было создано умеренное патриотическое движение «Русское возрождение» О. Кассина. Обособился от РНЕ также Дмитрий Дёмушкин, основавший своё движение «Славянский союз».
Немногочисленные региональные организации, выразившие недоверие Александру Баркашову и поставившие перед собой цель «сохранить» РНЕ, объединились в «сетевую» безлидерную структуру, где высшим управленческим органом стал Совет (Неизвестных Отцов) командиров, а православная идеология окончательно закрепилась как основная. В 2013 организация была распущена по причине отсутствия точного руководства.
После раскола, ВОПД РНЕ сохранило за собой старое название и всю атрибутику РНЕ. Ведущую роль в организации играли братья Лалочкины. Михаил Лалочкин возглавлял центральное Санкт-Петербургское отделение, Евгений — Воронежскую организацию.
У «нового» РНЕ не было явного лидера. По своему устройству ВОПД РНЕ напоминало скорее сетевую структуру, своего рода сеть автономных мобильных, засекреченных организаций.

## Противодействие
С 2006 по 2008 года в Санкт-Петербурге издавалась газета «Евпатий Коловрат». 26 мая 2008 года Можайский городской суд запретил газету, признав её экстремистской.
12 мая 2008 года бывший лидер Воронежского отделения РНЕ Евгений Лалочкин был задержан нарядом милиции за уличную драку. Пресс-служба ГУВД Воронежской области сообщила, что при обыске у него изъяли восемь патронов калибра 9 миллиметров, пистолет Макарова, который в 1992 году был похищен из подразделения Минобороны, и гранату.
17 мая 2008 года Евгению Лалочкину было предъявлено обвинение в хранении и перевозке оружия и боеприпасов. Одновременно была разгромлена ячейка РНЕ в Казани.
В 2009 году нижегородских членов ВОПД РНЕ обвинили в убийстве гражданина Узбекистана, а московских — в убийстве адвоката Станислава Маркелова и журналистки Анастасии Бабуровой.
В 2010 году петербургских членов РНЕ обвинили в подрыве дрезины.

## Газеты
Организация выпускала газеты «Евпатий Коловрат» (2006—2008) и «Нация» (2010—2012).